# خرابی آبشاری
خرابی آبشاری (انگلیسی: Cascading failure) به فرایندی در سیستم قطعات بهم‌پیوسته گفته می‌شود که در آن خرابی یک یا چند قطعه می‌تواند باعث خرابی دیگر قطعات شود. چنین خرابی ممکن است در بسیاری از انواع سیستم‌ها، از جمله انتقال قدرت، شبکه‌های رایانه‌ای، امور مالی، سیستم‌های حمل و نقل، ارگانیسم‌ها، بدن انسان و اکوسیستم‌ها رخ دهد.